# Svetlana Dašić-Kitić
Svetlana Dašić-Kitić; z d. Kitić (cyr. Светлана Дашић-Китић; ur. 7 czerwca 1960 w Tuzli) – jugosłowiańska piłkarka ręczna, reprezentantka kraju grająca na pozycji rozgrywającej, a obecnie posłanka Socjalistycznej Partii Serbii. Mistrzyni olimpijska 1984 z Los Angeles oraz wicemistrzyni olimpijska 1980 z Moskwy. Przez cała karierę występowała w drużynie Radnički Belgrad. W 1988 r. została wybrana najlepszą szczypiornistką na świecie. W reprezentacji Jugosławii zagrała w 202 meczach, zdobywając 911 bramek.
Była żoną Blaža Sliškovicia, jugosłowiańskiego piłkarza. Następnie wyszła za Dragana Dašicia, serbskiego polityka.
W 2010 r. została wybrana Najlepszą szczypiornistką wszech Czasów. W głosowaniu brali udział kibice na oficjalnej stronie IHF. Kitić wyprzedziła Dunkę Anję Andersen oraz Niemkę Waltraud Kretzschmar.